# Kristianstads läns nordvästra valkrets
Kristianstads läns nordvästra valkrets var i riksdagsvalen till andra kammaren 1911–1920 en egen valkrets med fem mandat. Valkretsen avskaffades vid andrakammarvalet 1921, då hela länet bildade Kristianstads läns valkrets.

## Riksdagsmän

### 1912–första riksmötet 1914
- John Erlansson, lmb
- Per Nilsson, lmb
- Sven Bengtsson, lib s
- Per Bosson, lib s
- Lars Borggren, s

### Andra riksmötet 1914
- John Erlansson, lmb
- Per Nilsson, lmb
- Sven Bengtsson, lib s
- Per Bosson, lib s
- Lars Borggren, s

### 1915–1917
- John Erlansson, lmb
- Per Nilsson, lmb
- Sven Bengtsson, lib s
- Nils Sigfrid, lib s
- Lars Borggren, s

### 1918–1920
- John Erlansson, lmb
- Per Nilsson, lmb
- Sven Bengtsson, lib s
- Anton Björklund, s
- Lars Borggren, s

### 1921
- John Erlansson, lmb
- Per Nilsson, lmb
- Sven Bengtsson, lib s
- Anton Björklund, s
- Lars Borggren, s